# Kevin Morgan
Pas d'image ? Cliquez ici

a Compétitions nationales et continentales officielles uniquement.

b Matchs officiels uniquement.
Dernière mise à jour le 26/01/2017.
Kevin Andrew Morgan est un joueur de rugby à XV gallois, né le 23 février 1977 à Pontypridd (Pays de Galles). Il compte 48 sélections avec l'équipe du Pays de Galles, évoluant au poste d'Arrière ou d'Ailier.

## Biographie
En 1998, Kevin Morgan rejoint Swansea RFC en provenance de Pontypridd RFC, le club de sa ville natale.
En 2003, la Welsh Rugby Union réorganise le championnat et introduit des franchises, formées de plusieurs clubs, pour élever le niveau. Kevin Morgan rejoint les Celtic Warriors. Mais la franchise est liquidée dès l'été 2004; il signe alors chez les Newport Gwent Dragons. En 2004-2005, il est le meilleur marqueur d'essais de la Ligue Celte.
En 1997, il débuta avec l'Équipe du Pays de Galles de rugby à XV contre les États-Unis.
Il a souffert de nombreuses blessures qui ont perturbé sa carrière. En particulier, une fracture de la jambe lui fait manquer le tournoi 2004 et il n'entame le tournoi 2005 que comme remplaçant. Il est rentré contre l'Angleterre et l'Italie, avant de devenir titulaire pour les derniers matches.
Il a marqué deux essais contre l'Écosse et l'essai décisif contre l'Irlande pour le Grand Chelem dans le Tournoi des Six Nations.

## Clubs successifs
- 1995-1999 : Pontypridd RFC
- 1999-2003 : Swansea RFC
- 2003-2004 : Celtic Warriors
- 2004-2009 : Dragons
- 2009-2010 : Neath RFC

## Palmarès
- Grand Chelem en 2005

## Sélection nationale
- 48 sélections (au 08/10/2008) avec l'Équipe du Pays de Galles de rugby à XV
- 60 points
- 12 essais
- 1er match le 5 juillet 1997 contre les États-Unis.